# Reflusso vescico-ureterale
Il reflusso vescico-ureterale è una patologia caratterizzata dal reflusso di urina dalla vescica all'uretere ed alla pelvi renale. La causa di questa anomalia è una difettosa chiusura della giunzione vescico-ureterale, che normalmente impedisce all'urina giunta in vescica di risalire lungo l'uretere. Ciò serve sia a proteggere il rene dalle alte pressioni che si generano in vescica (in particolare durante la minzione), sia ad ostacolare la risalita dei batteri che colonizzano il tratto urinario inferiore.

## Eziopatogenesi

### Cause congenite
- Reflusso primitivo: è la causa più frequente e deriva da uno sviluppo anomalo dell'abbozzo ureterale durante l'embriogenesi; in particolare è alterata la formazione della muscolatura ureterale.
- Ectopia ureterale: consiste in una anomala posizione del meato ureterale al di fuori del trigono vescicale.
- Duplicazione ureterale completa: in questa malformazione sono presenti due ureteri per un solo rene. In questo caso uno dei due ureteri presenta spesso uno strato muscolare più sottile e un decorso intravescicale più corto rispetto all'altro: tali caratteristiche favoriscono il reflusso dell'urina.
- Sindrome da "prune-belly" (addome a prugna): è una malattia rara caratterizzata da anomalo sviluppo dei muscoli addominali inferiori associato a malformazioni dell'apparato uro-genitale, soprattutto nei maschi.

### Cause acquisite
- Vescica neurologica: in questo caso diversi fattori concorrono a determinare il reflusso. Tra i più importanti vi sono l'ipertrofia del muscolo detrusore, le infezioni ricorrenti, i calcoli e la frequente coesistenza di diverticoli vescicali.
- Ostruzione cervico-uretrale (ostruzione del collo della vescica, determinata frequentemente dall'ipertrofia prostatica): spesso in questi casi si sviluppa un diverticolo in sede paraureterale, con conseguente indebolimento della muscolatura della giunzione vescico-ureterale.
- Cistite: può essere una causa di reflusso temporaneo in seguito all'edema dei tessuti vescicali che coinvolge anche la giunzione ostacolandone la funzione.
- Interventi chirurgici sulla vescica, sull'uretere e sulla prostata.

## Fisiopatologia
Il reflusso vescico-ureterale comporta modificazioni patologiche a livello dell'uretere, della pelvi e del rene. In particolare si osserva, nel tempo, una progressiva dilatazione della pelvi e contemporaneo allungamento dell'uretere, che assume un aspetto tortuoso. Tali fenomeni dipendono dall'aumento della pressione idrostatica nelle vie urinarie, oltre che del volume di urina trasportato per unità di tempo, associato a debolezza della muscolatura ureterale. Inoltre l'aumento della pressione idrostatica può determinare un reflusso dell'urina attraverso i calici renali fino all'interstizio renale, generando un processo infiammatorio che tende a cronicizzare e la successiva formazione di cicatrici; questa patologia è detta nefropatia da reflusso.

## Classificazione internazionale del reflusso vescico-ureterale
- Grado I – reflusso senza dilatazione ureterale
- Grado II – reflusso nella pelvi e nei calici senza dilatazione
- Grado III – dilatazione lieve-moderata dell'uretere, della pelvi e dei calici con minima deformazione dei calici
- Grado IV – dilatazione della pelvi e dei calici con moderata tortuosità dell'uretere
- Grado V – grossolana dilatazione di uretere, pelvi e calici; tortuosità ureterale; perdita della normale morfologia delle papille

Le possibilità di risoluzione spontanea sono maggiori nei pazienti più giovani e con un basso grado di reflusso. La maggior parte dei casi (circa l'85%) di reflusso di grado I e II va incontro a risoluzione spontanea, mentre solo il 50% dei casi di grado III e una percentuale minore di quelli di grado più avanzato risolvono spontaneamente. 

## Presentazione clinica
Il reflusso vescico-ureterale di per sé non dà luogo ad alcun sintomo. Questi sono invece legati alla comparsa di infezioni delle vie urinarie, in particolare pielonefrite: in questo caso il soggetto colpito manifesterà febbre elevata associata a brividi, dolore lombare e frequentemente nausea e vomito. Spesso inoltre sono presenti sintomi vescicali, quali bruciore e urgenza minzionale con aumentata frequenza delle minzioni (pollachiuria). Con il passare degli anni, nelle forme più gravi, le pielonefriti recidivanti possono portare ad insufficienza renale cronica.

## Diagnosi
L'esame più importante per la diagnosi di reflusso è la cistografia minzionale, con instillazione nella vescica di un mezzo di contrasto che consente, all'esame radiografico, di visualizzare la vescica anche durante la minzione. Nel caso di evidenza di reflusso con questo esame, può essere necessaria una cistoscopia per esaminare i meati ureterali. L'urografia endovenosa in questi casi può essere normale o evidenziare segni di idroureteronefrosi o di pielonefrite; in alcuni casi può mostrare la presenza di malformazioni quali il doppio distretto reno-ureterale. Altro esame utile, specie nelle bambine, è la scintigrafia radioisotopica.

## Terapia
In base alla gravità del reflusso si può scegliere di praticare una terapia conservativa (monitoraggio periodico con cistografia minzionale e profilassi antibiotica a basso dosaggio) o chirurgica (reimpianto del tratto terminale dell'uretere sulla vescica con tecnica antireflusso).